# Kongruensideal
Inom matematiken är kongruensidealet av en surjektiv ringhomomorfi f : B → C av kommutativa ringar bilden under f av annihilatorn av nollrummet of f.